# Bos N
Bos N is een natuurgebied in de Antwerpse plaats Boom, gelegen nabij de Rode Kruisstraat.
Dit gebied was ooit een kleiput, aangeduid als: Put N. Het 4,5 ha grote gebied was voorbestemd om een woonwijk te worden, maar de werkgroep Bomen in Boom heeft de gemeente ertoe gebracht om het gebied grotendeels tot natuurgebied te bestemmen. In 2008 kwam het in beheer bij Natuurpunt.
In het gebied is er een wandelroute van 1,3 km uitgezet. Deze start bij het infobord aan de Rode Kruisstraat 30.